# Kamienica przy ulicy Retoryka 5 w Krakowie
Kamienica przy ulicy Retoryka 5 – zabytkowa kamienica znajdująca się w Krakowie, w dzielnicy I przy ulicy Retoryka, na Nowym Świecie.
Kamienica została wzniesiona w latach 1887–1892 według projektu architektów Teodora Talowskiego oraz Karola Zaremby. W 1893 roku budynek został nadbudowany o drugie piętro.
18 października 1993 kamienica została wpisana do rejestru zabytków. Znajduje się także w gminnej ewidencji zabytków.